# سوشو
سوشو (فرانسوی: Sochaux‎) یک کمون در دپارتمان‌های فرانسه دو (فرانسه) می‌باشد که در ناحیه بورگونی-فرانش-کنته در شرق فرانسه واقع شده است.